# Wadi Kadisza
Wadi Kadisza (arab. وادي قاديشا) − dolina znajdująca się na granicy jednostek administracyjnych Kada Baszarri i Kada Zagharta w Dystrykcie Północnym w Libanie.
W dolinie znajduje się koryto rzeki Kadisza, która w okolicach Trypolisu nazywana jest Nahr Abu Ali. Kadisza znaczy w języku aramejskim święta. Dolina nazywana jest świętą ze względu na lokalizację w niej wielu chrześcijańskich wspólnot mniszych w ciągu wieków.
Dolina znajduje się u podnóża góry al-Makmal w północnym Libanie. Ściany doliny posiadają wiele grot, często na wysokości powyżej 1000 m n.p.m..

## Monastery i miejscowości
Wadi Kadisza była schronieniem dla wielu grup chrześcijan: jakobitów (Syryjski Kościół Ortodoksyjny), melchitów, nestorian, Ormian, a nawet Etiopczyków. Najliczniejszą grupę stanowili maronici.
Do największych monasterów w dolinie należą:
- Deir Qannubin (maronicki, kiedyś siedziba patriarchy)
- Deir Mar Antonios Qozhaya (maronicki, Zakon Libańskich Maronitów)
- Saydet Hawqa
- Mar Sarkis (maronicki, Zakon Maronicki Świętego Antoniego)
- Mar Lishaa (maronicki, mnisi i karmelici)
- Mar Girgis
- Mar Yuhanna
- Mar Abun
- Mart Moura (Ihdan)

Do Kada Baszarri należą następujące miejscowości w dolinie:
- Baszarri
- Diman
- Bane
- Tourza
- Hasrun
- Bazaoun
- Bqarqasha
- Beka Kafra
- Brissate
- Hadszit
- Blaouza
- Hadath
- Monaster Qannoubine
- Monaster Hawqa
- Monaster Mar Elisza

Do Kada Zagharta należą następujące miejscowości w dolinie:
- Arbet Kozhaja
- Ihdan
- Kfar Sghab
- Hawqa
- Ain Tourine
- Sereel
- El Fradiss
- Mazret Al Nahr
- Beit Balais
- Monaster Qozhaya
- Monastery Mar Sarkis Ras Al Nahr

## Mapa

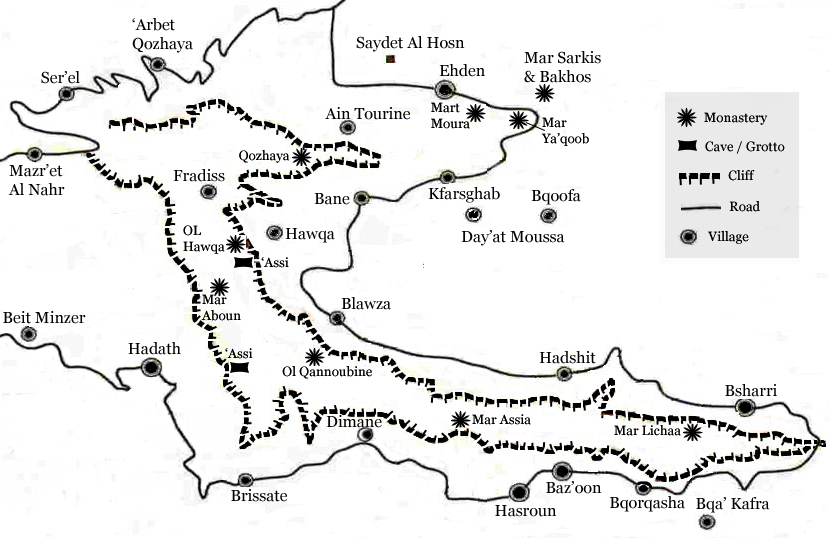